# Grădina artistului de la Giverny
Grădina artistului de la Giverny este o pictură în ulei pe pânză din 1900 a pictorului francez Claude Monet, aflată acum la Musée d'Orsay, Paris.
Este una dintre numeroasele lucrări ale artistului din grădina sa de la Giverny din ultimii treizeci de ani de viață. Pictura prezintă rânduri de iriși în diferite nuanțe de violet și roz așezate în diagonală în planul imaginii. Florile sunt sub copaci care, permițând lumina rotită, schimbă tonul culorilor lor. Dincolo de copaci este o imagine asupra casei lui Monet.

## În contextul operei lui Monet
Monet avea 60 de ani în anul în care a finalizat această pictură și a produs un număr imens de lucrări. A ajuns să aibă un succes extraordinar, fiind la fel de faimos. În acest moment, el analiza ceea ce vedea din ce în ce mai mult până când, potrivit lui William Seitz, „subiectul, senzația și obiectul pictat au devenit aproape identice”.
În 1900, anul acestei picturi, s-a angajat în două proiecte majore - o serie despre râul Tamisa din Londra și o altă serie a grădinilor sale cu apă din Giverny, inclusiv unele dintre faimoasele sale picturi de nuferi, precum Nuferii (acum în Muzeul de Arte Frumoase din Boston).